# Jean-Marc Mendel
Pour les articles homonymes, voir Mendel.
Jean-Marc Mendel, né le 7 novembre 1943 à Gap, dans les Hautes-Alpes et mort le 19 avril 2017 à Antony, est un journaliste et traducteur français. Sous le pseudonyme de Marc Menonville, il est également romancier, auteur de roman policier et de littérature d'enfance et de jeunesse.

## Biographie
Diplômé de l'Institut d'études politiques de Paris (Sciences-Po), il est également licencié en histoire et en allemand. À partir de 1968 jusqu'en 1987, il est journaliste pour l'AFP et couvre l'actualité internationale, tout particulièrement les problèmes monétaires et les questions de défense. Il devient maître de conférence à ENA de 1986 à 1987, « puis rédacteur en chef de Profession Politique (1988-1989) ».
Dans les années 1990, il se lance dans la traduction de plusieurs romans policiers britanniques pour le compte de la Librairie des Champs-Élysées, dont Reginald Hill, Margery Allingham et Dorothy Sayers. Il participe aussi à l'entreprise de retraduire les œuvres d'Agatha Christie et signe le nouveau texte français de plusieurs titres, notamment Le Crime de l'Orient-Express, L'Heure zéro, Les Indiscrétions d'Hercule Poirot, N. ou M. ?, Pension Vanilos, et donne le texte intégral du roman Le Chat et les Pigeons, qu'il n'était jusque-là possible de lire en français que dans une version largement tronquée.  Il signe aussi des traductions d'essais politiques.
En 1995, il adopte le pseudonyme de Marc Menonville et publie une trilogie policière ayant pour héros « Hervé Le Bihan, inspecteur des Renseignements Généraux », qui a la charge de régler en toute discrétion des affaires criminelles impliquant des diplomates en poste à Paris. Policier d'élite, cynique et cinglant, ce détective, « capable de jurer et de blasphémer en vingt dialectes, est un Breton originaire de Guilvinec. Inventeur d'une langue de sa composition (inspirée de Rabelais, Montaigne et Saint-Simon et amateur de musique médiévale, il possède deux chats, Gavotte et Scherzo. Moralement très affecté par la mort de sa femme et de ses filles jumelles, victime d'un chauffard, il sombre dans l'alcoolisme pendant plusieurs années avant qu'un psychiatre ne réussisse à de lui redonner goût à la vie ». Dans Jeux de paumes (1995), Le Bihan doit élucider une série de meurtres liés à divers trafics d'armes internationaux qui impliquent des groupes terroristes. Dans Walkyrie vendredi (1996), il mène, avec deux inspecteurs sous ses ordres, des investigations sur le meurtre d'une ancien ministre responsable des questions de défense. Enfin, dans Dies irae en rouge (1997), il est chargé d'une enquête sur des attentats islamiques qui menacent la République qui débouchent sur les activités d'intégristes catholiques.
Outre la trilogie du commissaire Le Bihan sont également parus, sous le pseudonyme Marc Menonville, le whodunit Je te permettrai de mourir (2001), où une enquête est déclenchée par la découverte du cadavre d'un chef-d'orchestre dans un manoir près de Bâle, et quelques ouvrages de littérature d'enfance et de jeunesse.
À partir de 2008, Jean-Marc Mendel participe au projet uchronique Fantasque Time Line ("1940 - La France continue la guerre"), sous le pseudonyme Menon-Marec. Dans le cadre de ce travail collectif, il rédige de nombreux textes sur la presse dans la guerre, sur certains aspects de la Résistance, sur les prisonniers (français ou allemands), sur l’économie (changement du Franc), sur les négociations France-USA, sur l'affaire d'Irak puis celle d'Iran, ... Son érudition, sa plume, son expérience, notamment à l'AFP, et ses nombreux souvenirs ont fait de Jean-Marc Mendel un des contributeurs majeurs du projet.
En 2011, il obtient une licence en droit de l'Université Panthéon-Sorbonne, où il décroche une maîtrise en 2013.

## Œuvre

### Romans sous le pseudonyme de Marc Menonville

#### Série policièreHervé Le Bihan
- Jeux de paumes, Paris, Rivages, Rivages/Noir no 222, 1995  (ISBN 2-86930-956-2)
- Walkyrie vendredi, Paris, Rivages, Rivages/Noir no 250, 1996  (ISBN 2-7436-0103-5)
- Dies irae en rouge, Paris, Rivages, Rivages/Noir no 279, 1997  (ISBN 2-7436-0254-6)

#### Autre roman policier
- Je te permettrai de mourir, Paris, Éditions Baleine, coll. Si près, si loin, 2001  (ISBN 2-84219-294-X)

#### Romans de littérature d'enfance et de jeunesse
- Trois soleils mauves, Paris, Syros jeunesse, coll. Souris noire no 26, 1998  (ISBN 2-84146-601-9)
- Fonds perdus, Paris, Syros jeunesse, coll. Souris noire no 38, 1999  (ISBN 2-84146-752-X)
- Nuit sur Lukanda, Paris, Flammarion, coll. Tribal, 1999  (ISBN 2-08-161336-0)

### Traductions sous le patronyme de Jean-Marc Mendel
- Des douceurs assassines de Reginald Hill, Paris, Librairie des Champs-Élysées, 1992
- Finance connection de James B. Stewart, avec Léonce Réville, Paris, Albin Michel, 1992
- Pour adultes, avec réserves de Reginald Hill, Paris, Librairie des Champs-Élysées, 1993
- L'Œil du typhon de Jack Higgins, Paris, Librairie des Champs-Élysées, 1993
- La Mode est au linceul de Margery Allingham, Paris, Librairie des Champs-Élysées, 1993
- Le Crime de l'Orient-Express d'Agatha Christie, Paris, Librairie des Champs-Élysées, 1993
- Sauver la planète de Al Gore, Paris, Albin Michel, 1993
- Pas de bière pour le cadavre de Clayton Rawson, Paris, Librairie des Champs-Élysées, 1994
- L'Heure zéro d'Agatha Christie, Paris, Librairie des Champs-Élysées, 1994
- Rendez-vous avec la mort d'Agatha Christie, Paris, Librairie des Champs-Élysées, 1994
- Les Travaux d'Hercule d'Agatha Christie, Paris, Librairie des Champs-Élysées, 1996
- Les Indiscrétions d'Hercule Poirot d'Agatha Christie, Paris, Librairie des Champs-Élysées, 1996
- N. ou M. ? d'Agatha Christie, Paris, Librairie des Champs-Élysées, 1995
- La Sale Guerre de la monnaie européenne de Bernand Connolly, Paris, Albin Michel, 1996
- Pension Vanilos d'Agatha Christie, Paris, Librairie des Champs-Élysées, 1997
- Jeux de glaces d'Agatha Christie, Paris, Librairie des Champs-Élysées, 1997
- Le Chat et les Pigeons d'Agatha Christie, Paris, Librairie des Champs-Élysées, 1998
- Les Pendules d'Agatha Christie, Paris, Librairie des Champs-Élysées, 1998
- Témoin indésirable d'Agatha Christie, Paris, Librairie des Champs-Élysées, 1998
- La Politique du franc Poincaré de Kenneth Mouré, Paris, Albin Michel, 1998
- Le Mystère de Listerdale d'Agatha Christie, Paris, Librairie des Champs-Élysées, 1999
- Arrêt du cœur de Dorothy Sayers, Paris, Librairie des Champs-Élysées, 2001
- Trop de témoins pour Lord Peter de Dorothy L. Sayers, Paris, Éditions du Masque, 2014

### Participation au projet Fantasque Time Line
- 1940 - Et si la France avait continué la guerre…, Jacques Sapir, Frank Stora et Loïc Mahé, Tallandier, 2010
- 1941-1942 - Et si la France avait continué la guerre…, Jacques Sapir, Frank Stora et Loïc Mahé, Tallandier, 2012

## Pour approfondir